# Chèvre (boisson)
Pour les articles homonymes, voir Chèvre (homonymie).
 (novembre 2018).
Si vous disposez d'ouvrages ou d'articles de référence ou si vous connaissez des sites web de qualité traitant du thème abordé ici, merci de compléter l'article en donnant les références utiles à sa vérifiabilité et en les liant à la section « Notes et références ».

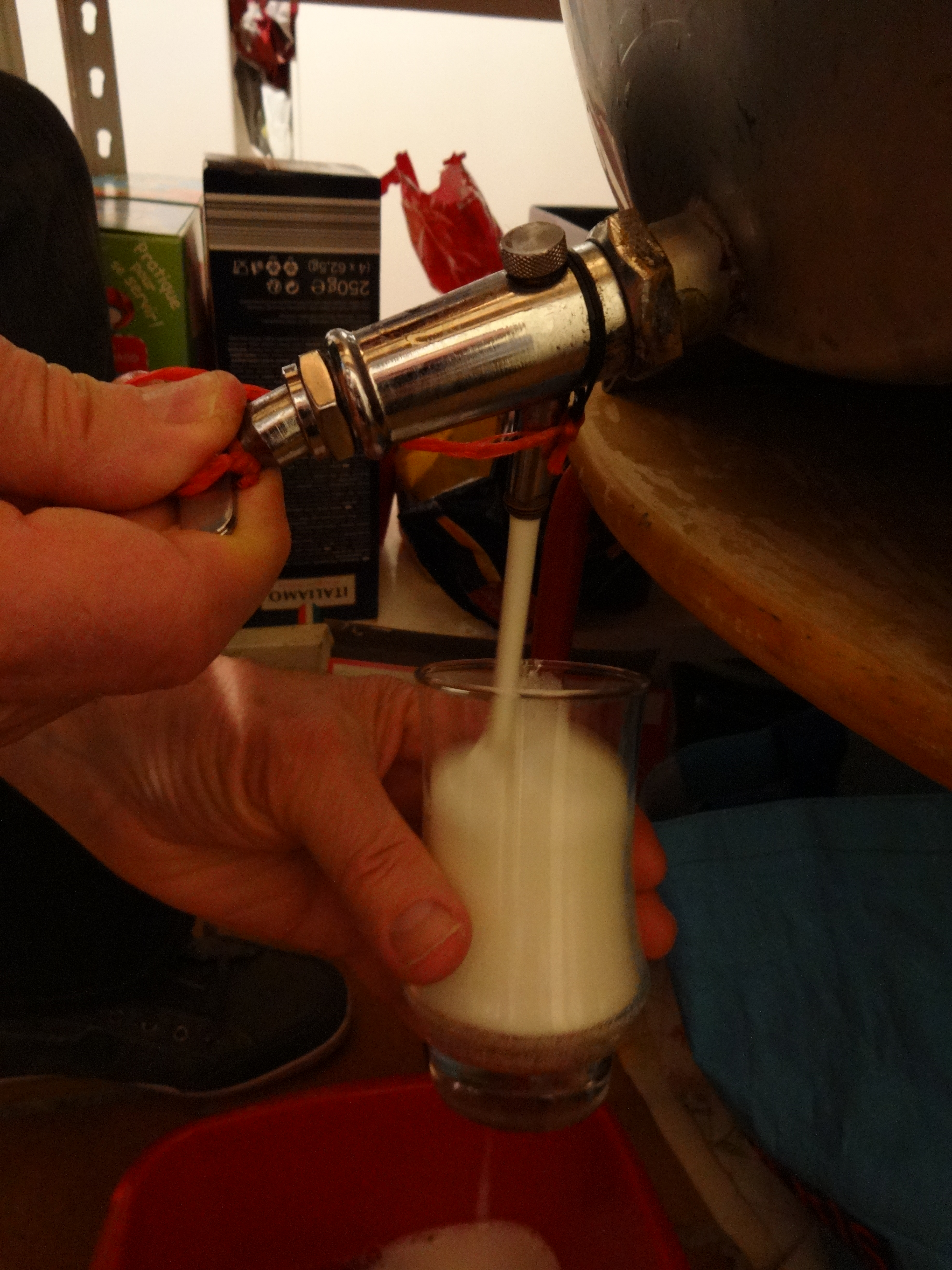
Tirage de la chèvre

La chèvre, appelé aussi cidre forcé ou « la dent » / « colombe » est une boisson alcoolisée mousseuse obtenue par fermentation sous pression de jus de fruits. Originaire de Haute-Savoie, elle est faite dans un fût ou une bombonne à haute pression. Son originalité tient au fait qu'elle est consommée sous forme de mousse.

## Dénomination
La chèvre est parfois appelée « vin forcé » ou « cidre forcé », « vin mousseux » en Suisse romande, ou encore « chiévra » en  arpitan savoyard. Le nom de « chèvre » vient, selon les versions, soit du fait que les tonneaux renforcés étaient recouverts d'une peau de chèvre afin de les garder au frais, soit du fait que les tonneaux étaient posés sur des croisillons en bois appelés chèvres et que l'ensemble avait l'allure d'une chèvre que l'on pouvait "traire"[réf. nécessaire]. Le nom du produit pourrait provenir de la ressemblance entre l’aspect du lait sortant du pis de la chèvre et celui de cette boisson mousseuse qui sort du tonneau par un robinet spécial, parfois bu à même le pis, et par analogie au robinet du tonneau[réf. nécessaire].
La chèvre, vin ou cidre forcé selon le moût mis à fermenter, est une boisson traditionnelle de Savoie du nord et des environs de Genève, produite à l'échelle familiale. Elle est fabriquée et conservée dans un tonneau à haute pression et consommée avant que la mousse ne reprenne une forme liquide.  

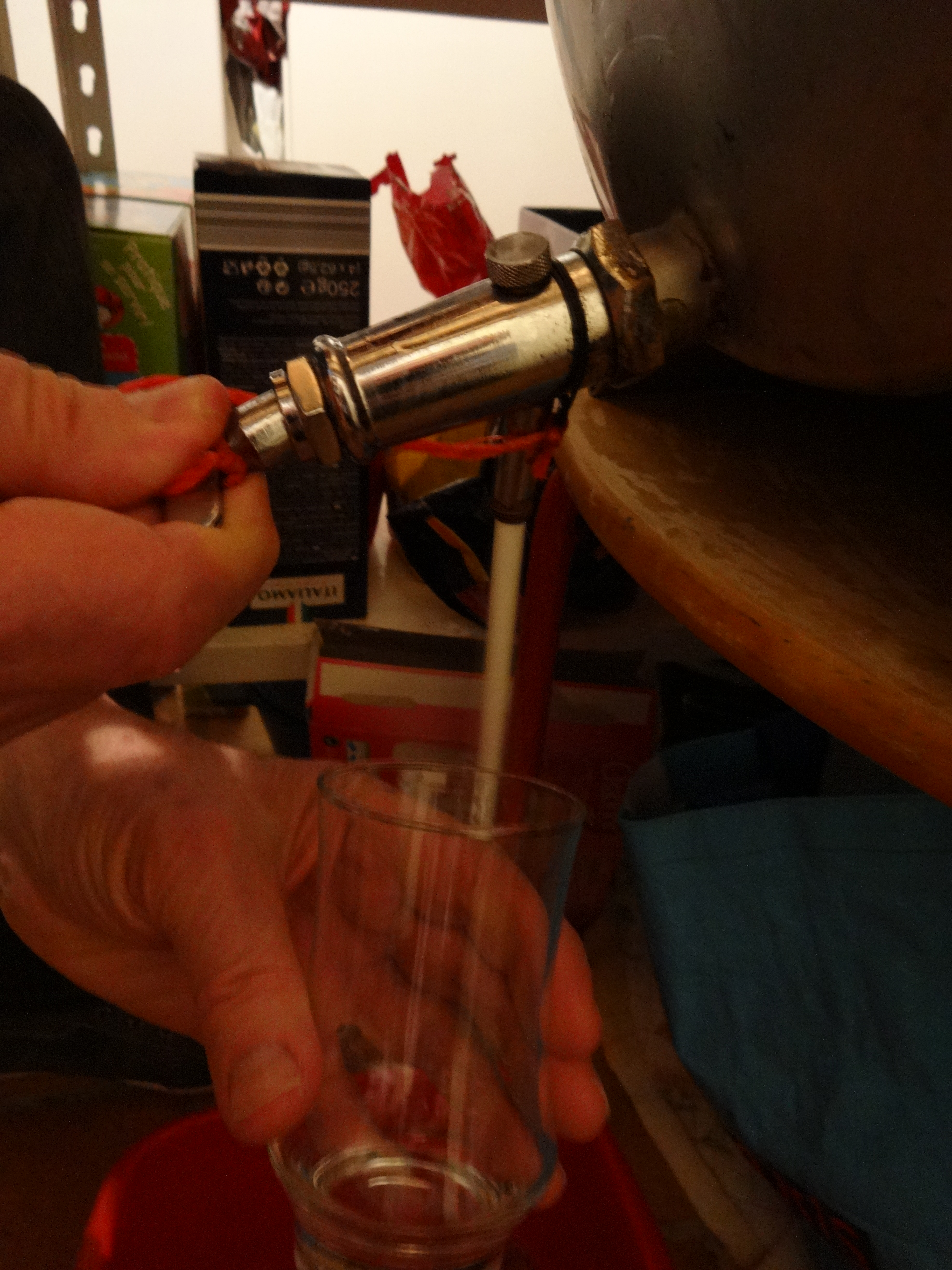
Tirage de la chèvre
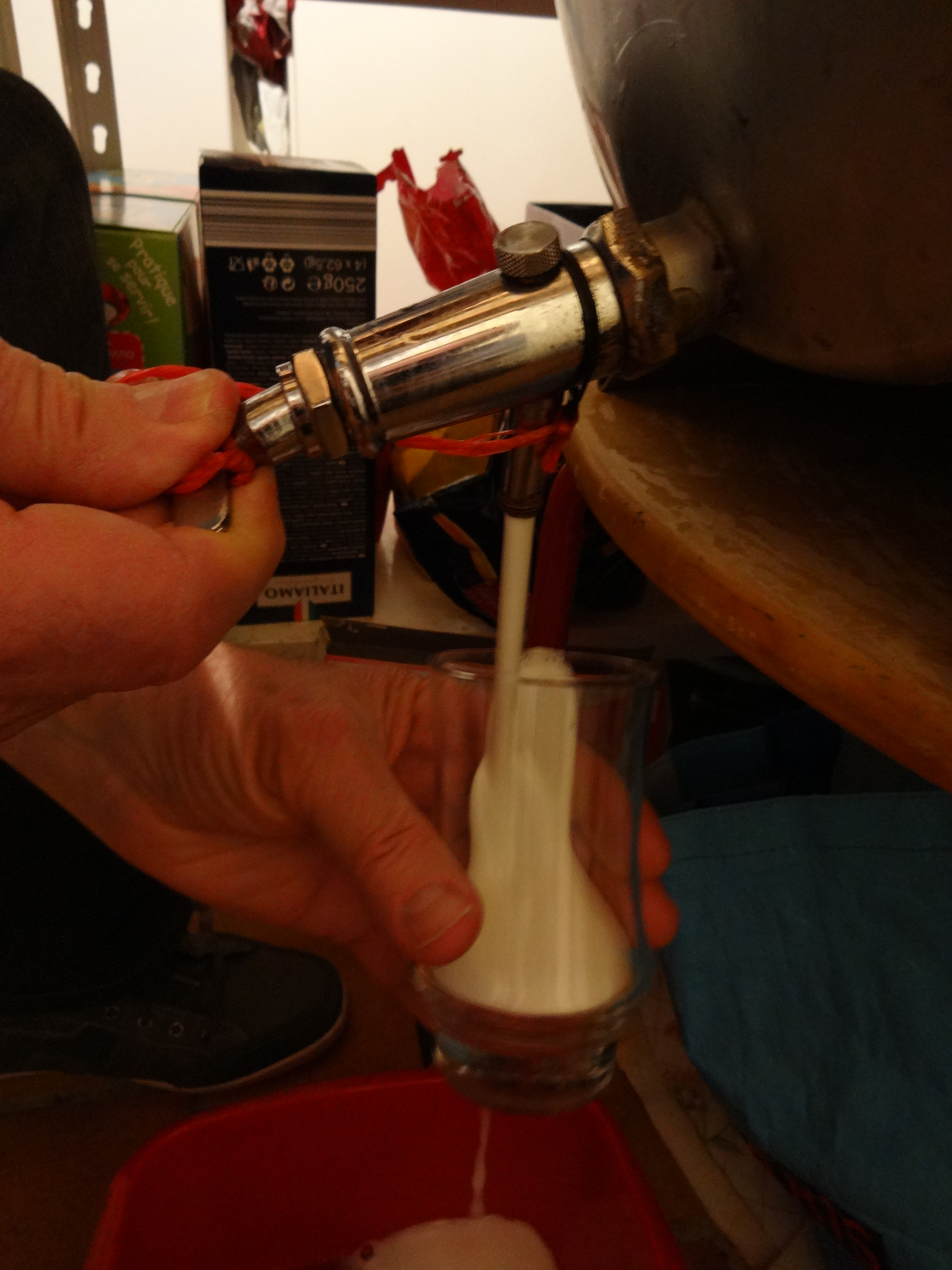
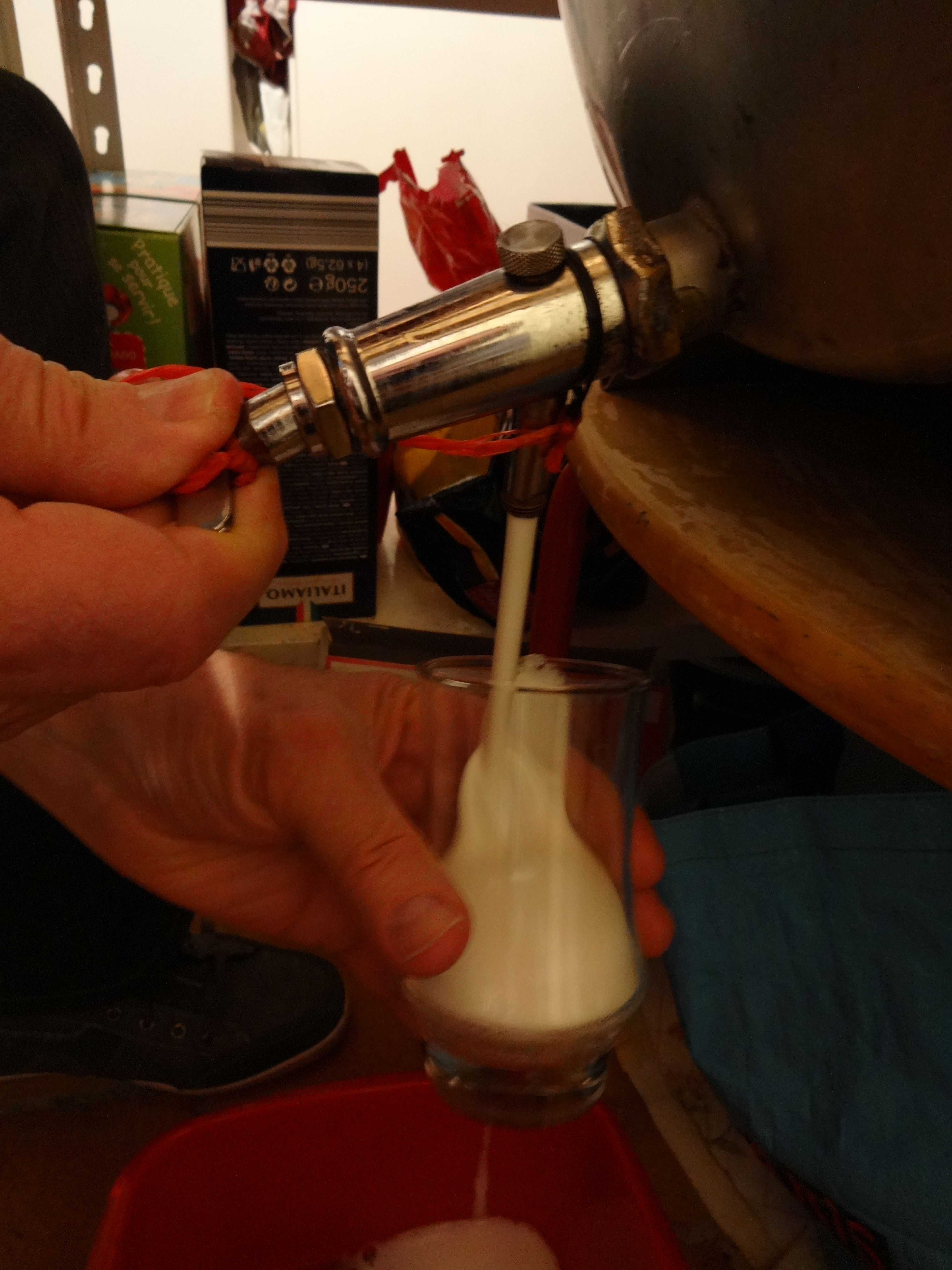
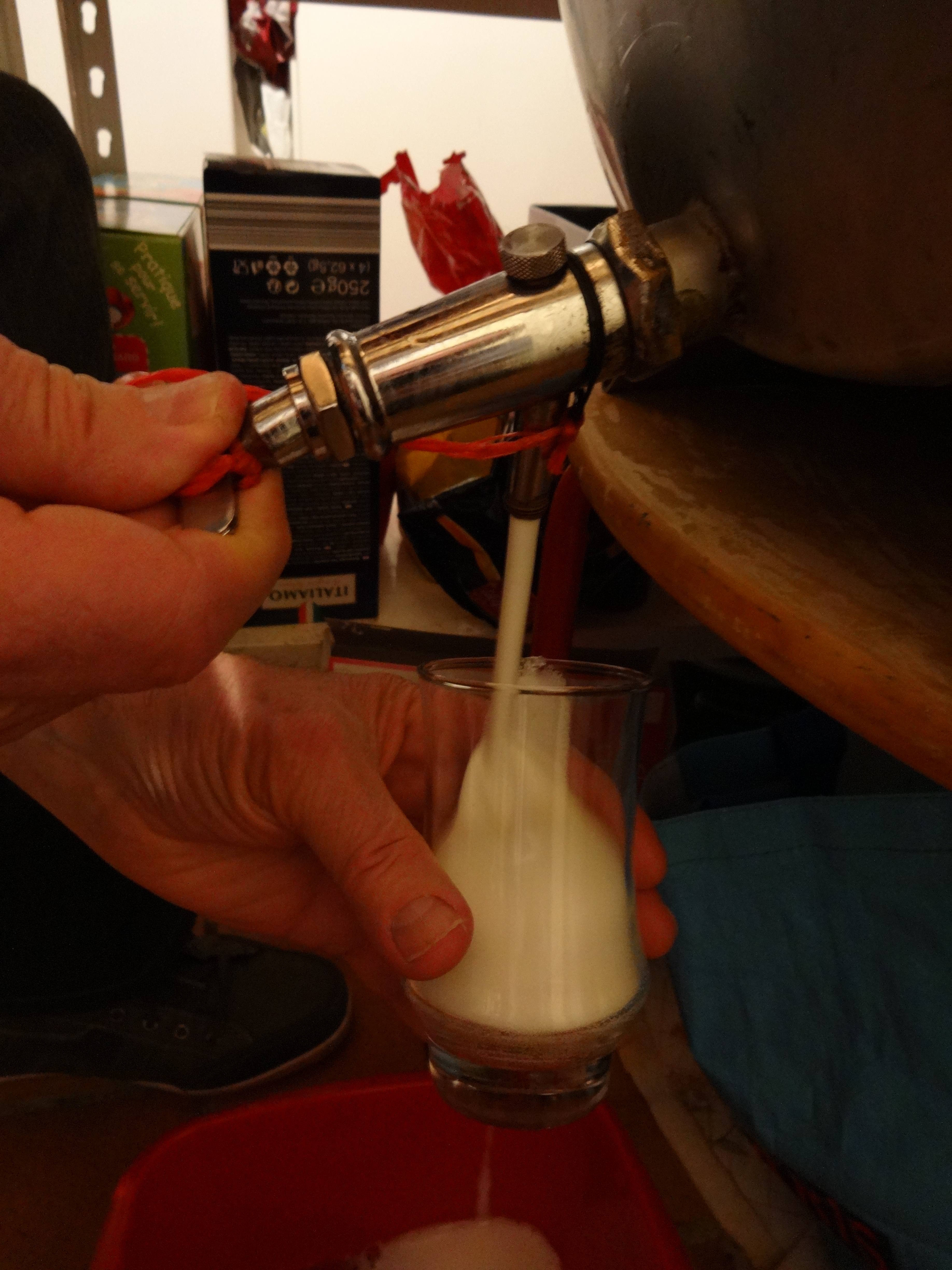

## Aire de production
La région de production d'origine se centre globalement au nord du département de la Haute-Savoie, à Genève, et dans les cantons de Vaud et du Valais, ainsi qu'une partie de l'Ain (Pays de Gex principalement, et Bugey) en France.

## Fabrication
La particularité de la chèvre consiste en une fermentation sous pression, et en une dégustation sous forme de mousse, ce qui nécessite l'usage de tonneaux ou de bombonnes supportant de fortes pressions. Le récipient est un élément central de la fabrication. 
Autrefois, des tonneaux en bois, d'un volume de 10 à 40 litres aux douves épaisses et aux cercles rapprochés étaient de rigueur. Ils permettaient la consommation "au robinet", Ils furent remplacés par des fûts en acier inoxydable idéalement équipés d'un soupape de sécurité.
Depuis le début des années 2010, il est possible de trouver sur le commerce des kits pour faire sa propre chèvre au moyen de bombonnes démontables et réutilisables. La pression développée lors de la fermentation pouvant atteindre une vingtaine de bars à une température de 30 degrés, la solidité du récipient est indispensable à la sécurité. La réglementation en vigueur impose une résistance minimale à la pression de 30 bars avant la première déformation. Le brevet FR2952618 permet d'atteindre cette résistance.
La recette de la chèvre varie selon les régions, les habitudes et les goûts de chacun. Les éléments couramment utilisés sont :
- un moût de pomme, de raisin, ou de poire ;
- du sucre ;
- souvent de la crème de riz, ou quelques grains d'orge, destinés à donner de la texture à la mousse ;
- des alcools forts (Eau-de-vie, kirsch, cognac, rhum, etc.) ;
- ne pas remplir complètement le fût, laisser quelques litres d'air pour permettre la montée en pression.

D'autres adjonctifs (extrait ou bâtons de vanille, épices) sont employés pour modifier le goût.
La préparation se fait à l'automne, lors du pressage, à partir de moûts frais. Une fois les ingrédients mélangés, le fût est fermé pour la fermentation, qui se produit en milieu clos. La dégustation commence généralement autour de Noël.
La chèvre se boit sous forme mousseuse, ce qui impose une consommation immédiate car la mousse n'est pas stable.

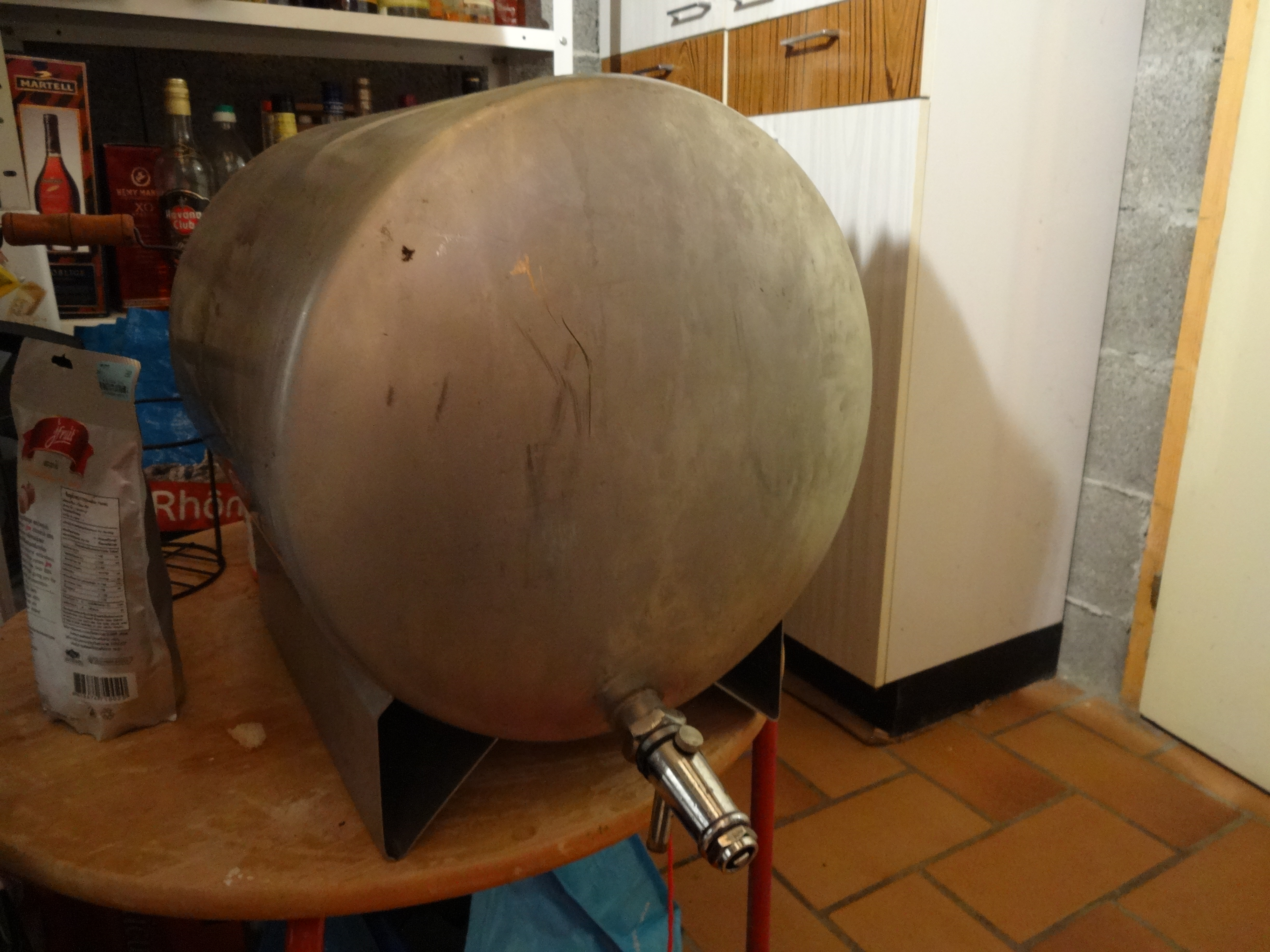
Tonneau inox pour la chèvre
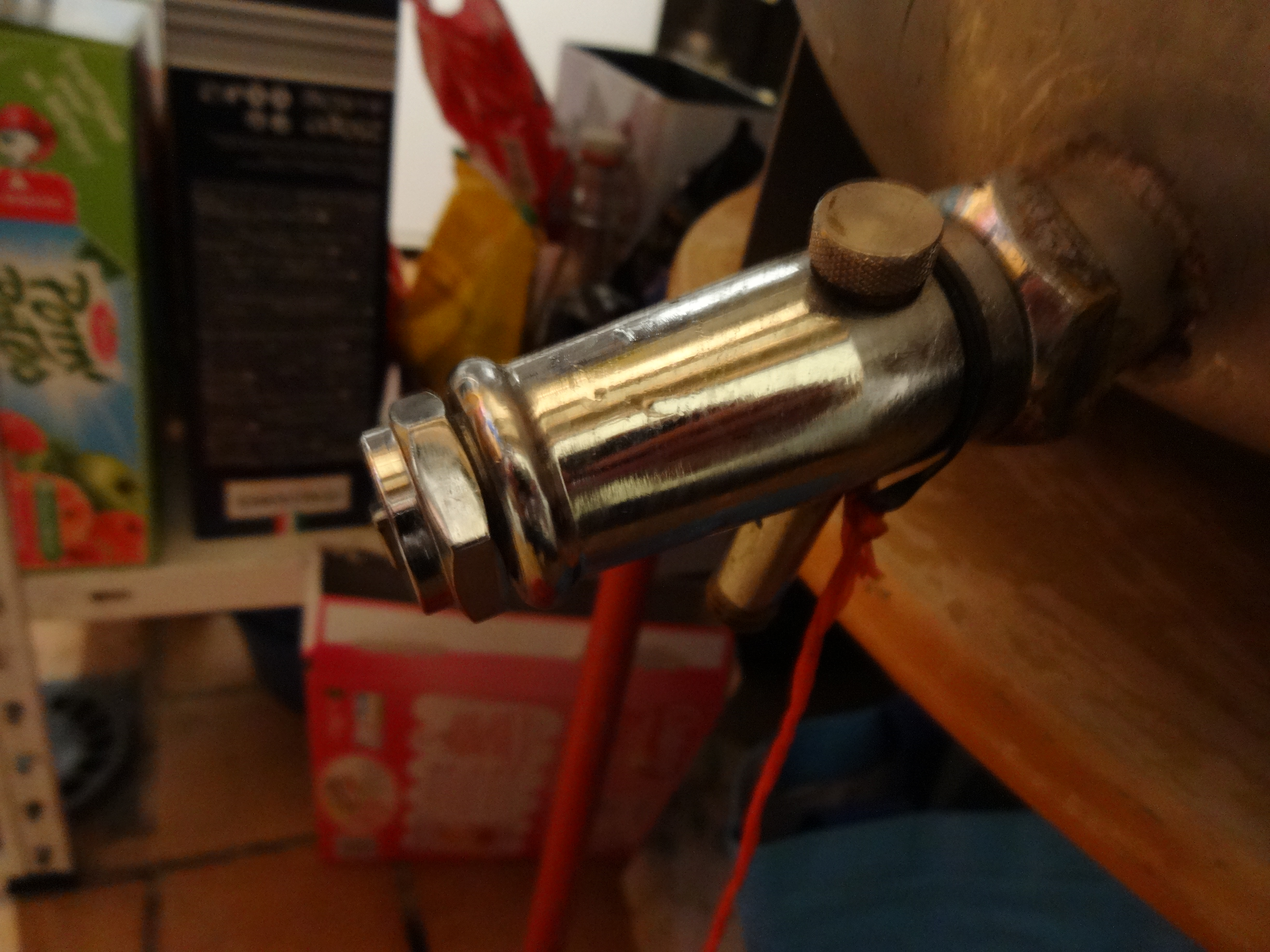
buse de tonneau inox pour la chèvre
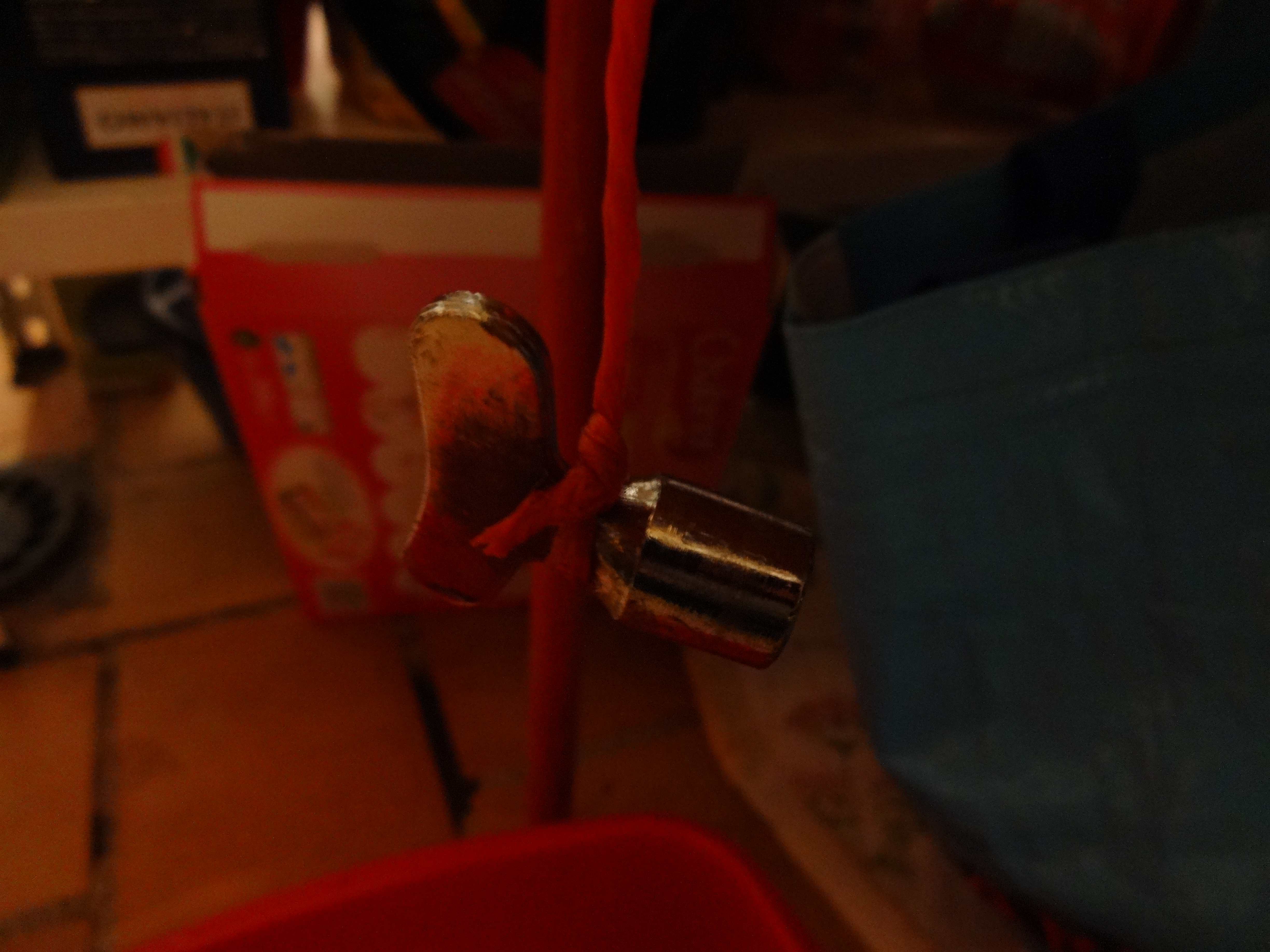
clé d'ouverture de la buse pour la chèvre